# The Laughing Lady
The Laughing Lady é um filme de drama musical produzido no Reino Unido e lançado em 1946.